# Грабар Еммануїл Іванович
Еммануїл Іванович Грабар (угор. Emánuel Manó Hrabár; 7 жовтня 1831, Трибушани, Мармарощина, Угорське королівство, Австрійська імперія — 1910, Російська імперія) — український та угорський громадський діяч, юрист, депутат угорського парламенту Австро-Угорщини. Батько Володимира та Ігоря Грабарів.

## Життєпис
Еммануїл Грабар народився 7 жовтня 1831 року в селі Трибушани (нині — село Ділове, Україна) у родині військового греко-католицького священника Івана Грабара (Яноша Грабара угорською), мати — Юлія Гаджеґа.
Навчався в гімназії в місті Кошиці. Восени 1848 року вступив до лав угорських революційних сил національної оборони, був унтерофіцером у таборі для новобранців у Кечкеметі. У травні 1849 року очолив 91-й батальйон революційних військ. Разом із двома ротами ввіреного йому підрозділу склав зброю під час капітуляції гарнізону фортеці Мукачево 17 серпня 1849 року.
У 1850-ті роки вивчав юриспруденцію в Пештському університеті, стає адвокатом.
З 1861 року — засідатель у суді комітату Мармарош.
З 1867 року знову — адвокат, член об'єднання ветеранів революційної армії комітату Мармарош.
1869 року обраний депутатом Палати представників угорського парламенту від села Волове Поле (нині — селище міського типу Міжгір'я, Україна).
З 1871 року разом із В. Ф. Кімаком видавав сатиричну газету ліберального москвофільського спрямування «Сова».
Після 1871 року був змушений емігрувати. Влаштувався спочатку в Італії, де протягом трьох років був домашнім учителем дітей П. П. Демидова, а за три роки пішов за ними до Парижа.
У 1876 році прибув до Російської імперії та став викладачем гімназії спочатку в Єгор'євську і в Рязанській губернії, потім в Ізмаїлі й, нарешті, в Юр'єві. Тут він був призначений помічником ректора університету.
Протягом 1879—1880 років до Росії переїхала його дружина Ольга Грабар із синами.
Останні роки життя провів у Російській імперії. Помер 1910 року.

## Сім'я
- Батько — Іван Грабар
- Матір — Юлія Гаджеґа
- Дружина — Ольга Грабар
- Сини — Володимир Грабар та Ігор Грабар